# فرودگاه تیمسفورد (هاردیل فارمز)
فرودگاه تیمسفورد (هاردیل فارمز) (به انگلیسی: Thamesford (Harydale Farms) Aerodrome) یک فرودگاه همگانی است که یک باند فرود چمن دارد و طول باند آن ۷۰۱ متر است. این فرودگاه در کشور کانادا قرار دارد و در ارتفاع ۳۲۰ متری از سطح دریا واقع شده است.